# Aeroporto di Benjamín Rivera Noriega

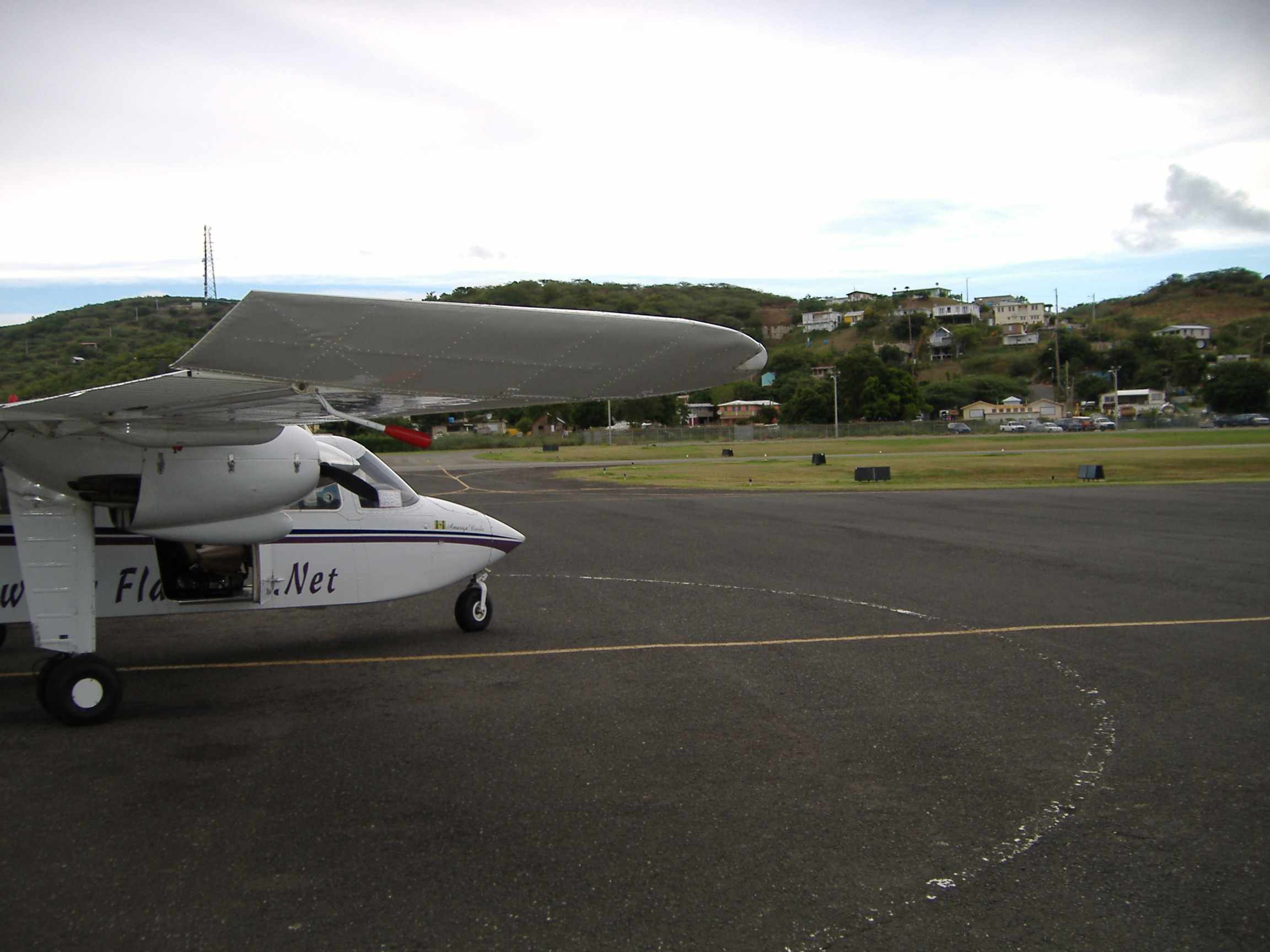
L'aeroporto ha solo una pista pavimentata

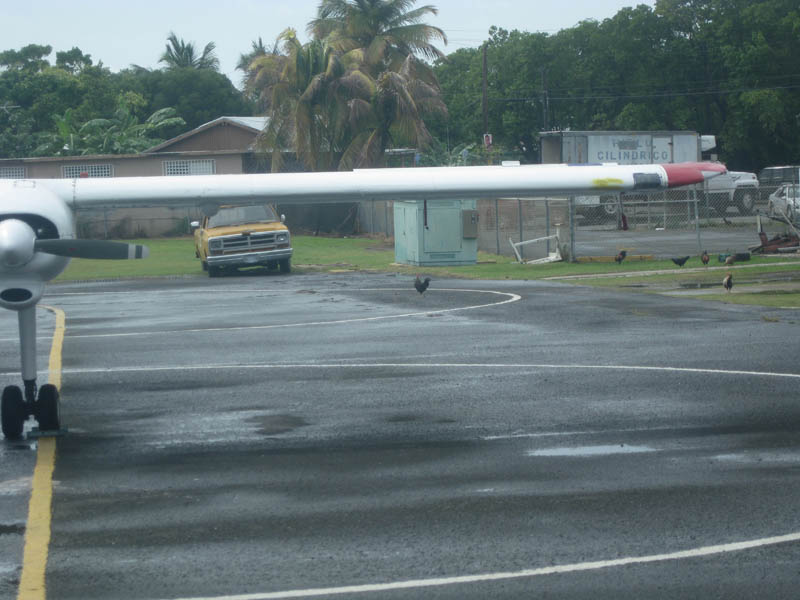

L'aeroporto di Benjamín Rivera Noriega  (IATA: CPX, ICAO: TJCP, FAA LID: CPX) è un aeroporto pubblico situato nell'isola di Culebra (Porto Rico). L'aeroporto è gestito da Puerto Rico Ports Authority. È classificato come aeroporto per l'aviazione generale ma vi operano anche vettori aerei.

## Storia
L'aeroporto dell'isola fu inizialmente costruito dal corpo dei Marines e fu aperto nel 1957. Nel 1965 il governo portoricano iniziò ad effettuare voli civili da San Juan (Porto Rico) tramite un accordo con i Marines.
Dopo le proteste da parte degli abitanti verso i Marines americani, il governo prese il controllo dell'aeroporto e iniziò a farvi operare voli civili inaugurando il terminal passeggeri il 24 ottobre 1976. L'aeroporto ha un'ampiezza di 80 acri.
Un nuovo terminal passeggeri venne inaugurato nel 1994, e venne attribuito all'aeroporto il nome odierno in onore di un pilota del Ciales, divenne un leader della comunità locale grazie al servizio che egli offriva.

## Struttura e aerei
L'aeroporto copre un'area di circa 6 ettari ed ha un'elevazione di 15 metri sul livello del mare. Ha solo una pista orientata 13/31 asfaltata e lunga 792 metri con una larghezza di 15 metri. Durante il 1997 l'aeroporto 36,322 aerei con una media di 99 al giorno di cui 93% aerotaxi e 7% Aviazione generale.
L'aeroporto è famoso per l'avvicinamento in quanto ostacolato da una montagna alla fine della pista verso Nord. L'ostacolo impedisce ad aerei più grossi di atterrare e quindi le operazioni commerciali si limitano ad aerei con 10 posti o meno. L'avvicinamento è considerato un buon addestramento per i piloti prima di volare all'Aeroporto di Saint Jean Gustaf III

## Incidenti
Il 1º giugno 2011 un Cessna 185 a seguito del decollo si schiantò, venne trovato solo uno dei cinque passeggeri a bordo di quel volo (l'aereo era registrato con N8436Q)